# ラスカル 155mm自走榴弾砲
ラスカル 155mm自走榴弾砲（ラスカル 155ミリメートルじそうりゅうだんほう）は、イスラエルのソルタム・システムズが1980年代に開発した自走榴弾砲である。
専用開発された軽量の装軌式車体にソルタム・システムズ製の155mm榴弾砲を搭載した自走砲で、小型・軽量・高機動性を特徴としており空挺輸送も可能であった。

## 概要
ラスカルの開発の背景には、即応部隊への機動性向上の要求に伴い、自走砲にも空輸性能が求められるようになった事がある。ラスカルの車体重量は約20トンに抑えられており、これはソルタム社がこれまでに開発したL33、M72、ショレフと比較しても最も軽量である。このため、ラスカルはイスラエル国内での鉄道輸送、海上輸送、およびC-130輸送機での空輸など幅広い方法での輸送、展開が可能となっている。
ラスカルの車体には装軌式走行装置が採用されている。これは路外機動性を重視したもので、例えばイスラエル北部の岩場の多いゴラン高原地域や、ネゲブ砂漠の広がる南部シナイ半島での作戦行動を考慮したものである。走行装置のデザインは、起動輪については独自形状のものであるが、転輪・誘導輪および履帯はイスラエル国防軍で広く使用されているM113装甲兵員輸送車と同型の物が使用されている。
装備する155mm砲は39口径または52口径を選択可能で、左右30°・仰角65°の可動範囲を持つ。砲弾は車体上に剥き出しの状態で36発を搭載可能である。
ラスカルは1980年代に100両程度が製造されたとされるが、その詳しい運用状況は不明である。
ソルタム・システムズはこの後、ラスカルのコンセプトを引き継ぐ後継車種として、装輪式大型トラックに155mm榴弾砲を搭載したATMOS 2000を開発している。